# Konfirmáció
A konfirmáció (latin: confirmatio = megerősítés) egy ünnepélyes nyilvános hitvallás, amelyet egyéni áldás követ sok protestáns egyházban.

## A protestantizmusban
A református, evangélikus, metodista egyházak értelmezésében az úrvacsorát megelőző felkészítő tanítás, a keresztségi szövetség megerősítése.
A 14-16 év körüli konfirmandus személyes, ünnepélyes vallástételt tesz, így gyülekezete elkötelezett tagjává válik és jogot nyer az úrvacsora vételére.
Összefoglalva a jelentései:
- a keresztség személyes megerősítése
- engedély az úrvacsorához
- belépés az (egyházi) felnőtt életbe

A katolikus bérmálással szemben nem tekintik szentségnek, hanem a keresztség emlékeztetőjeként.

## Katolikus értelmezések
1. Püspökök megerősítésének joga.
2. Bérmálás.

## Jogi értelmezés
Jogügyletek hatósági megerősítése, illetve egy kijelentés, vagy megállapítás hitelességének bizonyítása, amely során annak valódiságát erősítik meg.

## Retorikai értelmezés
Jelentése: bizonyítás.